# Bone's
Bone's ou Bone's Restauranter A/S é uma cadeia dinamarquesa de restaurantes, como sede em Herning. É conhecida por ser especialista em diversos pratos de churrasco americano, com particular destaque para as costelas de porco (daí o nome aludindo a ossos, em inglês), passando também pelos hambúrgueres. As refeições incluem saladas e gelados ilimitados.
A temática dos restaurantes gira em torno de uma personagem fictícia que adora costelas de porco, chamada Sam Bones. O primeiro restaurante foi inaugurado em 1990, em Herning. O segundo restaurante abriu em Vejle e o terceiro em Aarhus.
Atualmente, a cadeia conta com 14 restaurantes na Dinamarca e na Alemanha. Estes encontram-se distribuídos com um na Fiónia, um na Zelândia, 11 na Jutlândia e um em Flensburg, na Alemanha. 
Todos os restaurantes se encontram decorados com motivos americanos de outras eras, tais como peles de urso, jukeboxes, partes dianteiras de automóveis clássicos e fotografias antigas. 